# Семюел Джонсон
Семюел Джонсон (англ. Samuel Johnson; 18 вересня 1709 — 13 грудня 1784) — англійський письменник, який зробив значний внесок в англійську літературу, як поет, есеїст, мораліст, літературний критик, біограф, редактор та лексикограф. Джонсон був побожним англіканцем та ідейним прибічником партії торі, оксфордський словник національних біографій описує його як «мабуть, найвизначнішу людину в писемності за всю англійську історію».

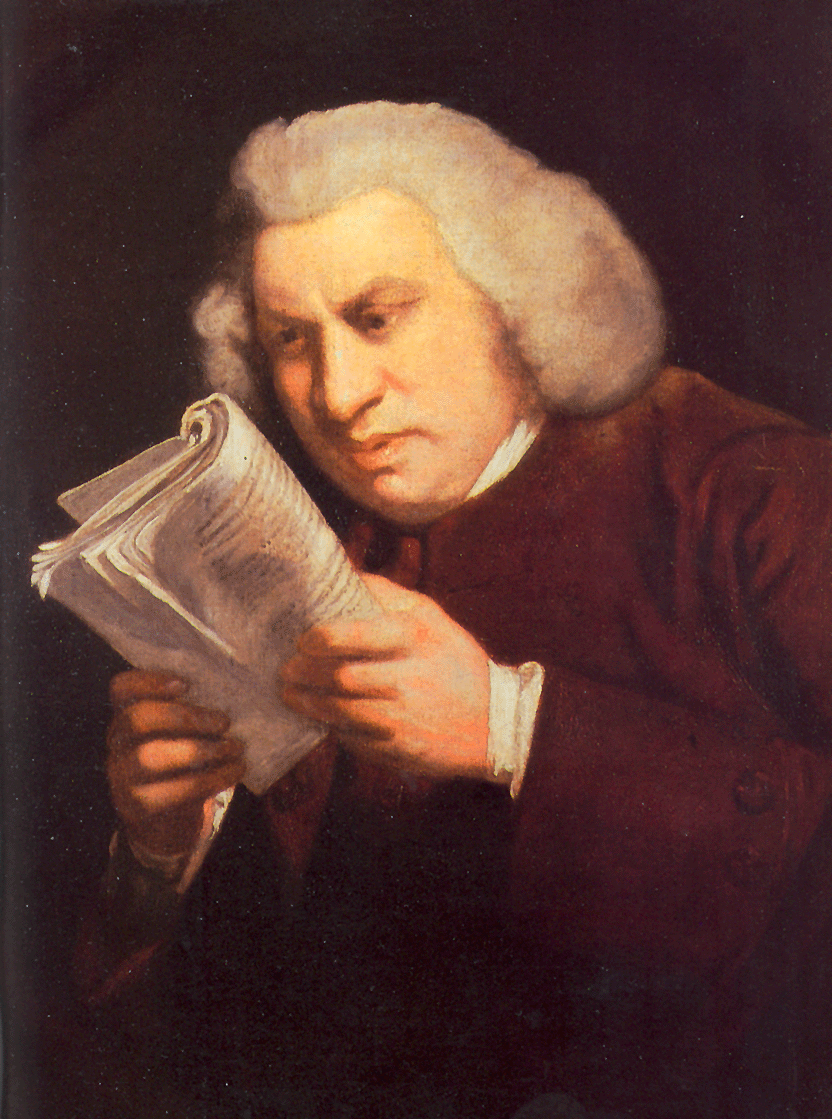
Портрет, написаний в 1775 Джошуа Рейнольдсом, показує концентрацію і слабкість зору Джонсона

Його біографія «Життя Семюеля Джонсона», написана Джеймсом Босвеллом, є найвідомішою в англійській літературі. Його ім'я в англомовному світі стало синонімом епохи другої половини XVIII століття.

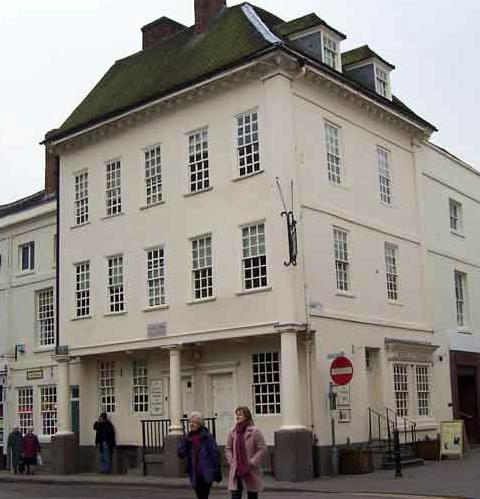
Місце народження Джонсона. Ринкова площа у Личфілді

## Молоді роки
Син дрібного книгаря́, без жодної матеріальної або моральної підтримки, страждаючи на синдром Туретта, Джонсон невтомно пробивав собі дорогу й наполегливою працею завоював видатне становище в літературному світі. У 1735 р. одружився із заможною немолодою вдовою, на кошти якої відкрив школу (серед учнів — великий актор Девід Гаррік. Утім, повчальні п'єси Джонсона, поставлені Гариком за роки його керівництва театром «Друрі-лейн», великого успіху не здобули.

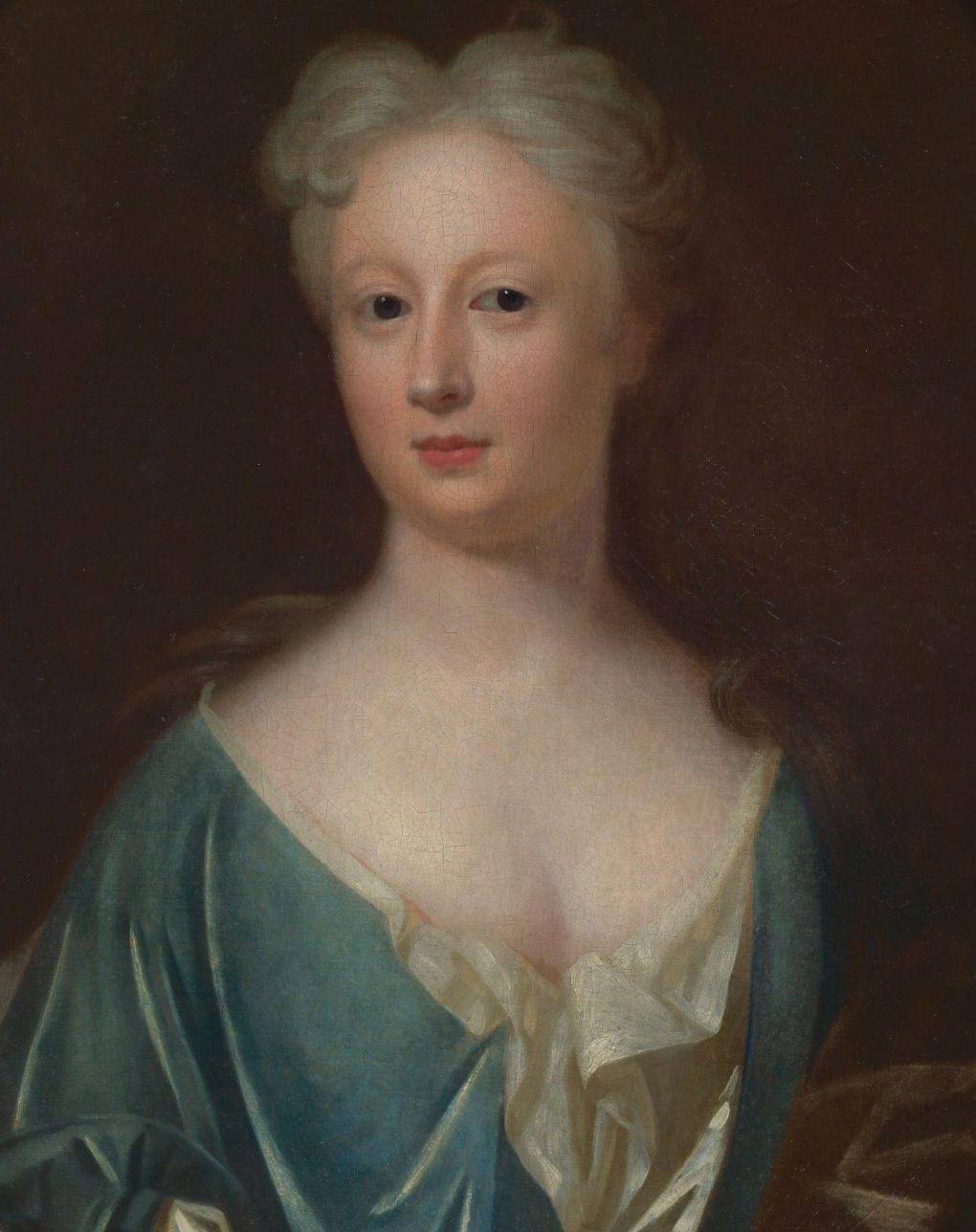
Елізабет Портер, яка стала дружиною Семюеля Джонсона

У 1738—1744 роках, заробляючи на життя, Джонсон під вигаданими іменами висвітлював хід парламентських дебатів у журналі «Журнал джентльмена» (The Gentleman's Magazine), друкувався також у багатьох інших виданнях. Поема Джонсона «Лондон», яку він написав після переїзду до столиці і в якій він наслідує римського поета-сатирика Ювенала, заслужила похвалу Александра Поупа. Ще успішнішим зразком ювенальної сатири стала «Марнота людських бажань» (1749), яка закріпила за Джонсоном репутацію провідного англійського поета тих років.

## Журнали і словник

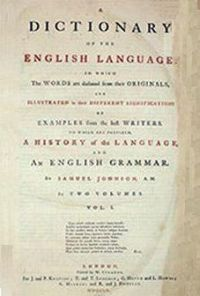
Перша сторінка словника Семюела Джонсона. 1755

У 1744 році Джонсон випустив вдалу біографію Річарда Севеджа, після чого отримав замовлення на укладання тлумачного словника англійської мови. Ця праця тривала сім років і прославила автора по всій країні, зміцнила його матеріальне становище та надала йому титул «магістра мистецтв» Оксфордського університету. Попри те, що Джонсон не мав попередників у подібній роботі, й на момент публікації (1755) його словник був першим в англійській літературі, він досі не втратив своєї цінності.
У 1750—1752 роках Джонсон видавав журнал «Бурла́ка» (англ. Rambler), в якому надрукував 203 есе на етичні та літературні теми. Завдання свого журналу Джонсон бачив у тому, щоб навчати, а не розважати. Видання, до якого публіка поставилася з прохолодою, довелося зупинити після смерті дружини, але перевидані в одному томі випуски журналу стали бестселером, що в 1758 році надихнуло Джонсона на видання менш серйозного журналу «Нероба» (англ. Idler).

## Роки слави
За своїм впливом на уми сучасників-англійців Джонсона можна порівняти з Вольтером і його славою в континентальній Європі. У 1759 р., коли Вольтер опублікував свою найзнаменитішу філософську повість «Кандид», Джонсон опублікував свою власну спробу в цьому жанрі, — повість «Історія Расселаса, принца Абіссинії» (The History of Rasselas, Prince of Abissinia), в якій відбився його вкрай похмурий у ті роки погляд на життя як на дорогу безпросвітного страждання. Песимізм Джонсона почасти був зумовлений низкою смертей його найближчих родичів, у тому числі матері, і мав тимчасовий характер.

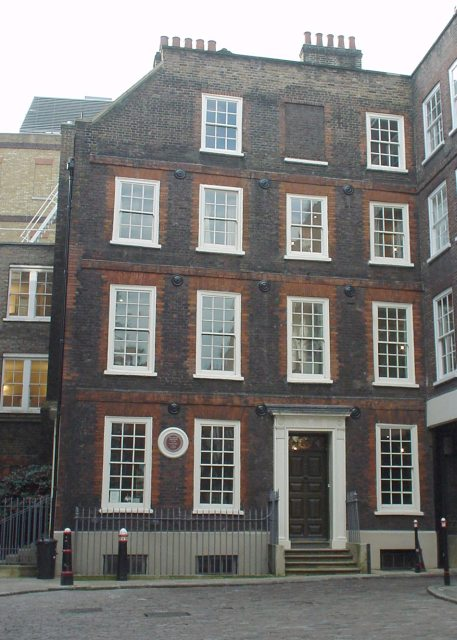
Будинок, де Джонсон жив у 1748—1759 рр.
Лондон, 17, Gough Square

У 1765 році Джонсон видав зібрання творів Шекспіра із власною передмовою, в якій, характеризуючи великого драматурга, запропонував новий погляд на закон драматичної творчості. Передбачаючи думки Гердера, він оголошує Шекспіра поетом «природи», прощає йому різні «поетичні вільності», непокору проти класичних правил, виправдовуючи навіть шекспірівський прийом змішування комічного з трагічним, який засуджувався в колах класиків.
Наступною великою роботою Джонсона був десятитомний «Життєпис найважливіших англійських поетів» (The Lives of the Poets, 1779—1781), у якому він виступає не тільки як біограф, а й як критик, що ще не порвав із теоріями класицизму (його оцінки Мілтона, Грея тощо). Ці життєписи (у багатьох випадках, фундаментальний аналіз творчості того або іншого автора) є найдотепнішим твором літературної критики XVIII століття. Великий знавець літератури, Джонсон був першим, хто засумнівався в правдивості поем Оссіана. Він спробував створити систему історії національної словесності і запровадив терміни, які згодом стали загальноприйнятими (наприклад, «поети-метафізики»).

## Репутація
«Доктор Джонсон» (так його стали називати після отримання докторського ступеня в Оксфорді) помер у 1784 році і був похований у Вестмінстерському абатстві. Упродовж пів століття його авторитет був незаперечним. І лише коли Томас Маколей нищівно розкритикував консервативні політичні погляди Джонсона, його слава пішла на спад. У наш час[коли?] Джонсона пам'ятають здебільшого завдяки складеному Джеймсом Босвеллом життєписові Джонсона — найчитанішої біографії англійською мовою. Джонсон познайомився з Босвеллом у червні 1763 року, і наступного року вони разом із Джошуа Рейнольдсом і Едмундом Берком заснували знаменитий літературний клуб. Упродовж багатьох років перед відходом до сну Босвелл скрупульозно фіксував почуті за день бесіди Джонсона в клубі та при особистих зустрічах зі знаменитим критиком, детально описав їхню спільну подорож на Гебриди в 1775 році. Значна за обсягом праця Босвела навдивовижу точно відобразила джонсонівський талант парадоксальної дотепності, який сучасники порівнювали із сократівським. Нові грані в образі Джонсона відкрила здійснена в XX столітті публікація його власних щоденникових записів.